# Castellfort
Castellfort es un municipio perteneciente a la Comunidad Valenciana y a la provincia de Castellón, España. Está situado en la comarca de Los Puertos de Morella en la cima de un espolón rocoso, rodeado de laderas llenas de bancales. Por su ubicación y sus 1180 m de altura, que le sitúan entre la cúspide de municipios valencianos, es considerado como la población más fría de la Comunidad Valenciana.[cita requerida]

## Geografía
Castellfort se encuentra situada en el interior de la provincia de Castellón, en la montañosa comarca de Los Puertos de Morella. Las ramblas de La Canà y Sellumbres cruzan su término municipal.

## Clima
El clima de este municipio es de tipo mediterráneo continentalizado, de inviernos fríos y largos, por debajo de -10 y -15 grados en algunas ocasiones, y de veranos cálidos y, en general, secos. Esta población se podría considerar la más fría de la Comunidad Valenciana, ya que en los largos inviernos suele dar las temperaturas más mínimas junto a El Toro, uniéndosele Barracas, Vistabella del Maestrazgo o Fredes.

### Localidades limítrofes
Portell de Morella, Cinctorres, Morella, Ares del Maestre y Villafranca del Cid todas ellas de la provincia de Castellón.

## Historia
Aunque parece ser que en Castellfort estuvo asentado primeramente un fuerte romano, fueron los árabes quienes durante su dominación, fortificaron el castillo y lo llamaron "Galintort". Conquistado a éstos el uno de agosto de 1237, por don Blasco de Alagón, este se lo dio a repoblar a Ferrer Segarra.
Más tarde, en 1361 el rey Pedro IV de Aragón, rehabilitó el castillo y fortificó el pueblo. Durante la guerra civil que se desató en el Maestrazgo en 1406, tras la muerte del rey Martín el Humano, fue escenario de grandes combates, al ser un núcleo bien fortificado con sus cinco portales protegidos por puertas de grandes cerraduras y cadenas.
Castellfort era una aldea dependiente de Morella, alcanzando su independencia en virtud de un decreto firmado por el rey Carlos II, el 9 de febrero de 1691.
Más adelante la historia destaca en 1708 el episodio de la Guerra de Sucesión de una sangrienta batalla entre las tropas del Archiduque Carlos y de Felipe V.
Castellfort es patria chica de Francisca Guarch Folch (1855-1903), llamada "La Heroína de Castellfort" por haber luchado durante la tercera guerra carlista como voluntario en las filas del Pretendiente, alcanzando la Cruz del Mérito de plata de 1.ª clase.

## Demografía
Castellfort cuenta con una población de 190 habitantes (INE 2024).
| Gráfica de evolución demográfica de Castellfort entre 1842 y 2021                                                   |
| |
| Población de derecho según los censos de población del INE Población de hecho según los censos de población del INE |

## Economía
Las principales actividades económicas son:
- Ganadería (vacuno, ovino, porcino y cunícola)
- Agricultura (cereales y patatas)
- Industria textil (confección de prendas de punto)
- Turismo rural

## Administración y política
| Periodo   | Nombre                    | Partido |
| --------- | ------------------------- | ------- |
| 1995-1999 | Ángel de Paz Collantes    |         |
| 1999-2003 | Diego Castell Campesino   | PP      |
| 2003-2007 | Eugenio Roca Cruz         | PP      |
| 2007-2011 | Ovidio Troncho            | PP      |
| 2011-2015 | Rosa Adela Segura Tosca   | PP      |
| 2015-2019 | Juan Manuel Segura Prades | PP      |
| 2019-2023 | Rosa Adela Segura Tosca   | PP      |

## Patrimonio

### Religioso

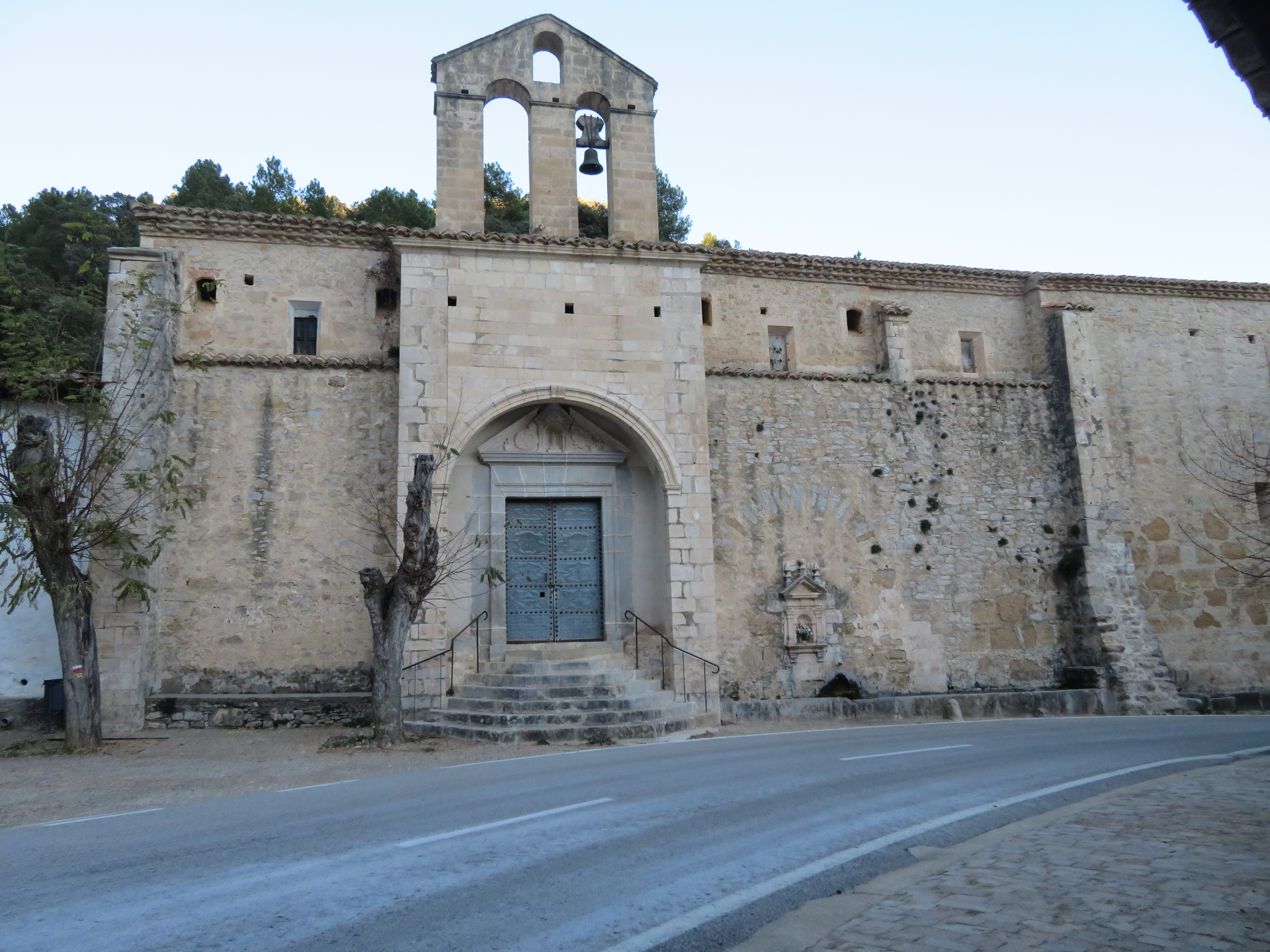
Ermita de la Virgen de la Fuente (Castellfort).

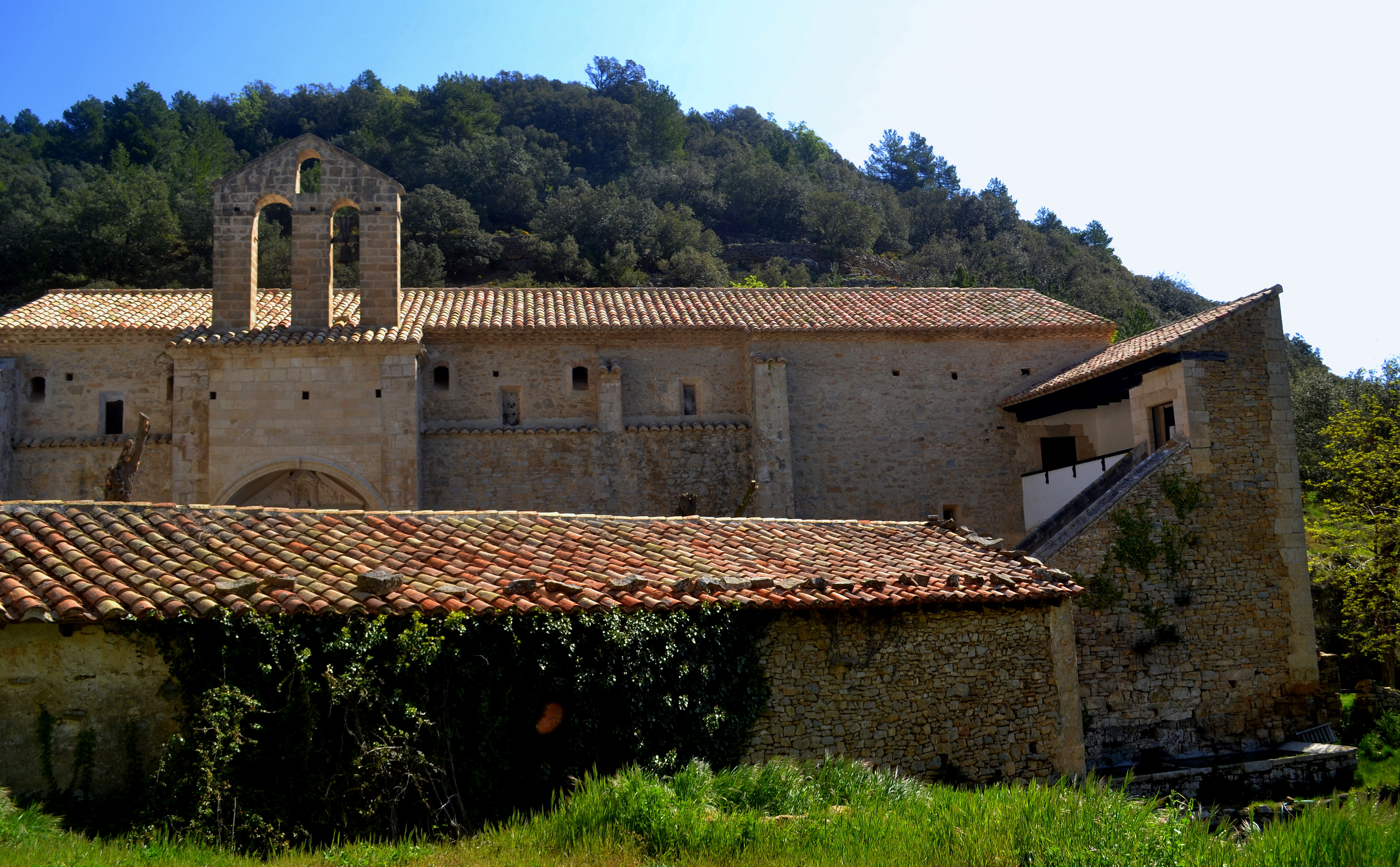
Ermita de la Virgen de la Fuente

- Ermita de la Virgen de la Fuente (Castellfort).Cofradía de San Antonio Abad, del siglo XIII.

- Ermita de la Virgen de la Fuente. Se trata de un conjunto de edificaciones formados por la iglesia, la hospedería y las caballerizas levantado en mitad de un bosque de pino negro justo en la confluencia de dos barrancos en un lugar protegido y resguardado de los vientos, cuya construcción se inició en 1476. El santuario adquirió su aspecto definitivo en el siglo XVII, con los edificios colindantes a la iglesia, que es de una sola nave con atractivos adornos de piedra. Uno de los detalles más destacable de este conjunto arquitectónico es la Sala Pintada, que se construyó en 1566, en la cual hay preciosas y valiosísimas pinturas murales referentes a la vida de Jesucristo, siendo realizadas, a carbón, en blanco y negro, realizadas en 1597, con una gran finalidad y un estilo impropio de la época, bien conservadas y restauradas recientemente. Fueron declaradas Monumento Histórico Artístico en 1979.

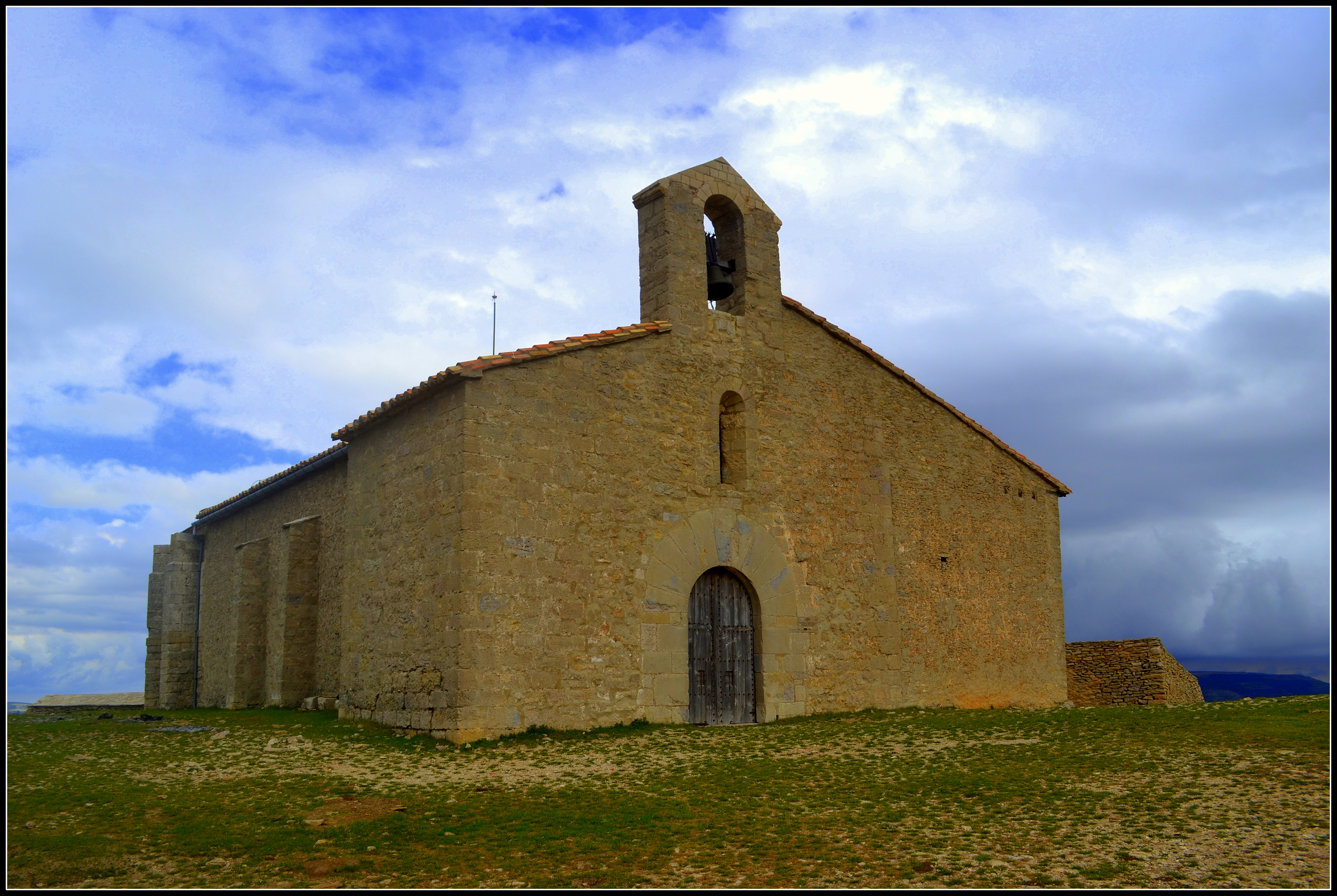
Ermita de San Pedro

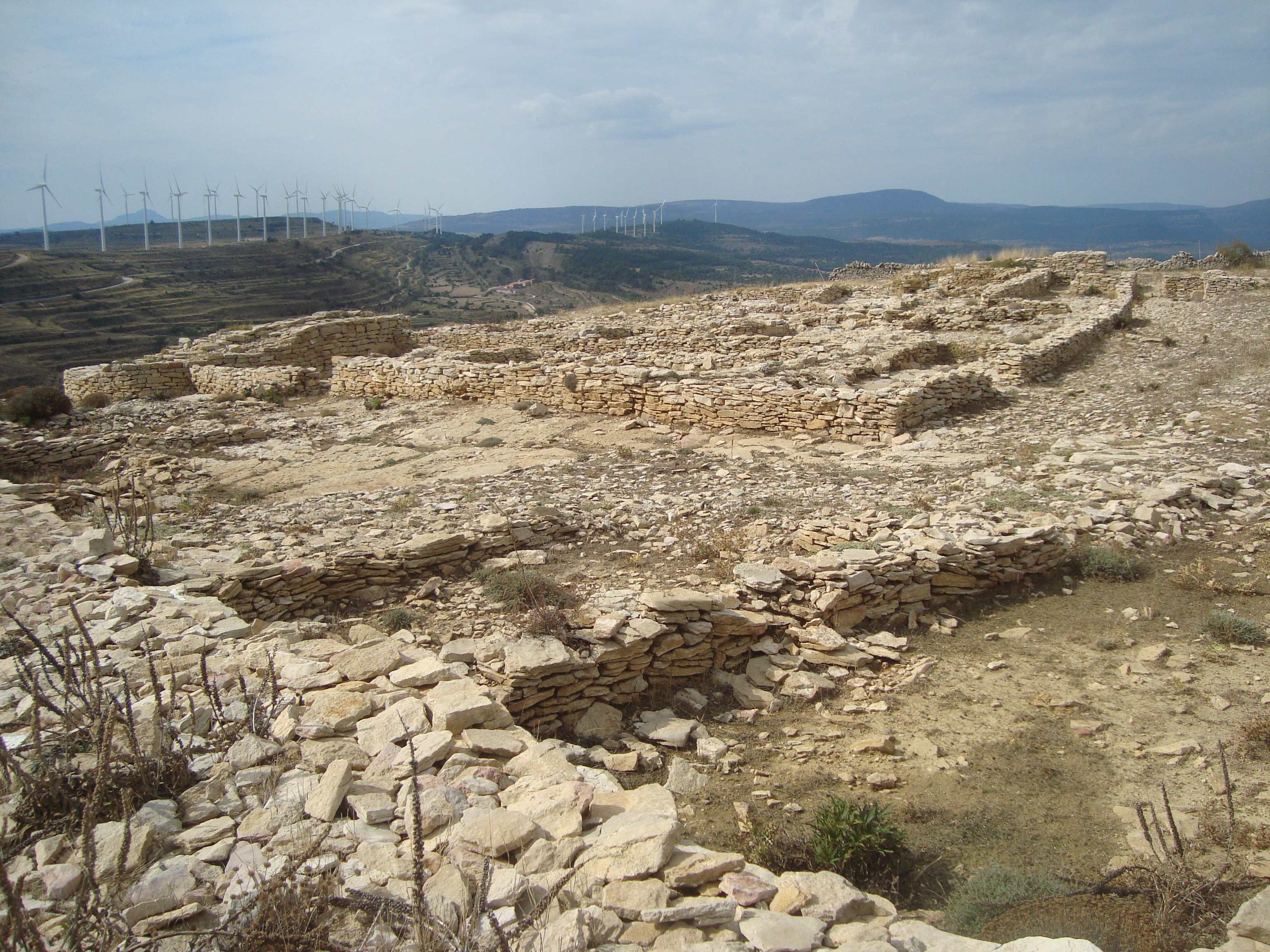
La Lloma Comuna (Castellfort, Castellón).Un poblado protohistórico.

- Ermita de San Pedro. Iglesia, de grandes dimensiones, y de arquitectura románica de transición y gótica del siglo XIII, tiene planta rectangular, tipo rural, arcos apuntados, ábside hexagonal con los capiteles de las columnas adornadas con animales y plantas; la portada lateral es románica. Junto a la ermita se halla la hospedería y la casa del ermitaño, cuya construcción data de los siglos XVI y XVII.
- Ermita de Santa Lucía. Del siglo XV, de fábrica pequeña, se integra en un conjunto de edificios que forman una masía habitada. Conserva un magnífico empedrado del piso, en el atrio hay un laberinto de 12 calles que servirían probablemente como ritual de peregrinaciones.
- Iglesia parroquial de la Asunción de María. Siglo XVIII. Construida entre 1725 y 1734. Ofrece una imaginería esculturada en la portada barroca muy interesante, siendo el interior del templo de estilo neo-renacentista con elegantes proporciones y adornos de talla churrigueresca.

### Civil
- Casa consistorial. Conserva detalles de su antigua arquitectura medieval.
- Casa del marqués de Castellfort. Es uno de los edificios destacables del municipio.
- Finestra del Mirador. En la plaza del Ayuntamiento, además de los edificios de la cofradía, la iglesia, la casa consistorial y los porches, se encuentra la denominada Finestra del Mirador, desde la cual se puede contemplar una impresionante orografía.
- La Lloma Comuna. Poblado protohistórico.

## Fiestas locales
- Romería de "Els catinencs". El primer fin de semana de mayo se celebra esta festividad de gran importancia para el municipio. El primer sábado de este mes, sube una romería desde la localidad de Catí hasta la ermita de San Pedro de Castellfort. Una vez los romeros llegan a la ermita se reparte entre todos los asistentes un potaje denominado "fesols i arròs de catinencs".
- Santa Quiteria. Se celebra el fin de semana más próximo pasado al 22 de mayo. El sábado se acude al horno del pueblo para realizar la denominada "pastà de la prima", que consiste en amasar un trocito de pasta, estirarla de forma redonda y dibujar sobre ella con unas pinzas especiales unas cenefas o adornos.
- Fiestas patronales. Se celebran a finales de agosto en honor de San Roque y la Virgen de la Fuente. Durante 9 días se combinan gran cantidad de eventos, entre los más destacados están: los denominados "bous al carrer". El día 8 de septiembre de cada año se celebra el día de la Patrona, la "Mare de Déu de la Font".

## Gastronomía

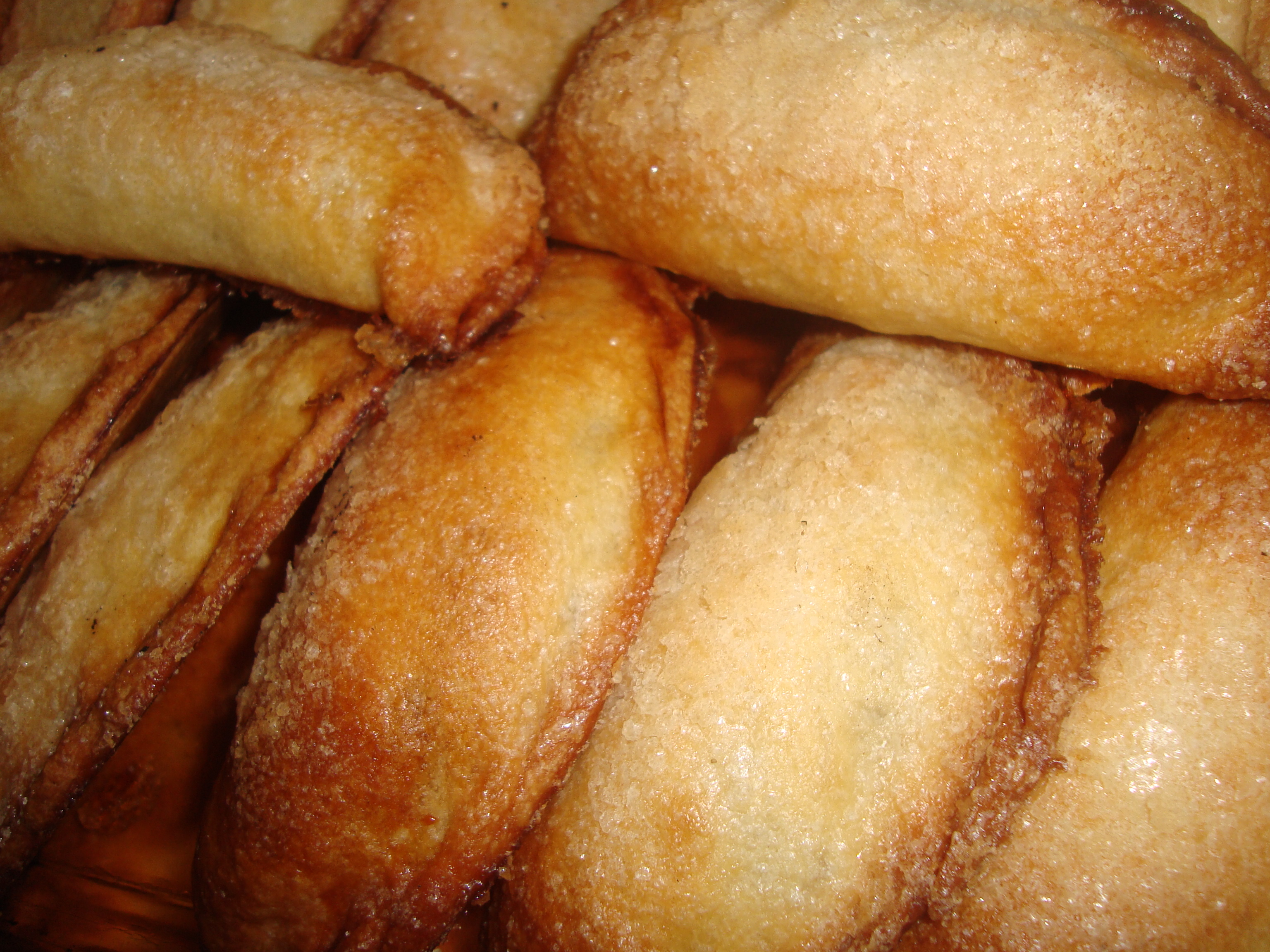
Gastronomía de Castellfort i els Ports, els "pastissets"

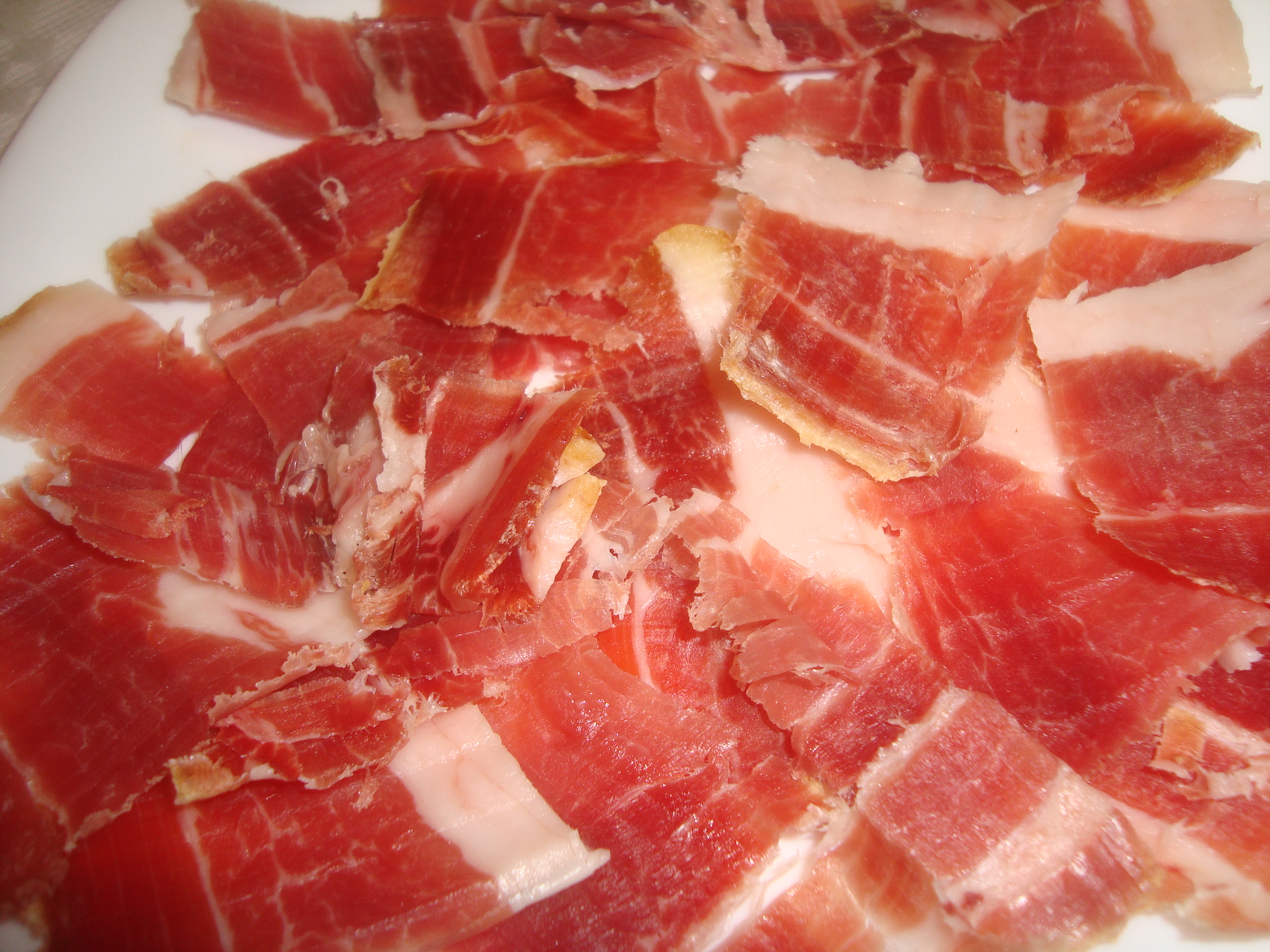
Plat de "pernil".

La gastronomía ofrece platos típicos de una cocina de montaña, destacando las buenas carnes, la cecina, el jamón, los embutidos derivados del cerdo, y en la repostería los "pastissets" de calabaza. El plato fuerte es el potaje, que reúne en la cazuela las legumbres, verduras y carnes.